# Randaberg Idrettslag
Il Randaberg Idrettslag è una società calcistica norvegese con sede a Randaberg. Nella stagione 2012 milita nella 3. divisjon, la quarta serie del calcio norvegese. È stato fondato nel 1925.

## Storia
Prima dell'inizio della stagione 2007, il Randaberg aumentò il suo budget per il mercato e acquisto calciatori del calibro di Sindre Erstad e Petar Rnkovic, con Kjell-Inge Bråtveit scelto come allenatore. Øyvind Svenning, Jørgen Tengesdal e Bjarte Lunde Aarsheim si unirono al club durante l'estate. La squadra provò anche a convincere Erik Fuglestad ad uscire dal ritiro, ma senza successo. Quell'anno la squadra vinse il campionato di 3. divisjon e fu promossa nella Fair Play Ligaen. Nel 2010 conquistò la promozione in Adeccoligaen, ma retrocesse l'anno seguente.

## Palmarès

### Competizioni nazionali
- 2. divisjon: 1

2010 (Gruppo 3)
- 3. divisjon: 2

2005, 2007

### Altri piazzamenti
- 2. divisjon:

Secondo posto: 2008 (gruppo 3)
- 3. divisjon:

Secondo posto: 2004, 2006
- 4. divisjon:

Secondo posto: 2017